# Hysterobrevium mori
Hysterobrevium mori är en svampart som först beskrevs av Ludwig David von Schweinitz, och fick sitt nu gällande namn av E. Boehm & C.L. Schoch 2009. Hysterobrevium mori ingår i släktet Hysterobrevium och familjen Hysteriaceae.   Inga underarter finns listade i Catalogue of Life.
I den svenska databasen Dyntaxa används istället namnet Hysterographium mori för samma taxon.  Arten är reproducerande i Sverige.